# Ari Palolahti
Ari Petri Palolahti (ur. 9 września 1968 w Rovaniemi) – fiński biegacz narciarski, zawodnik klubu Alatornion Pirkat.

## Kariera
W Pucharze Świata zadebiutował 1 marca 1987 roku w Vuokatti, zajmując 50. miejsce w biegu na 30 km stylem dowolnym. Pierwsze pucharowe punkty zdobył jednak 4 lutego 1996 roku w Reit im Winkl, gdzie był piąty w sprincie stylem dowolnym. Na podium zawodów tego cyklu pierwszy raz stanął 10 grudnia 1997 roku w Mediolanie, wygrywając rywalizację w sprincie stylem dowolnym. Jeszcze dwukrotnie plasował się w czołowej trójce: 27 grudnia 1998 roku w Garmisch-Partenkirchen i 4 lutego 2001 roku w Novym Měscie był trzeci w tej samej konkurencji. W pierwszym przypadku wyprzedzili go jedynie Tor Arne Hetland z Norwegii oraz Szwed Thobias Fredriksson, a w drugim dwaj Norwegowie: Morten Brørs i Trond Einar Elden. Najlepsze wyniki osiągnął w sezonie 1997/1998, kiedy zajął 27. miejsce w klasyfikacji generalnej.
W 2001 roku wziął udział w mistrzostwach świata w Lahti, gdzie był między innymi czwarty w sprincie techniką dowolną. Walkę o medal przegrał tam z Håvardem Solbakkenem z Norwegii. Rok później wziął udział w igrzyskach olimpijskich w Salt Lake City, gdzie w tej samej konkurencji był dwudziesty, a w biegu na 15 km techniką klasyczną zajął 53. miejsce. Wystąpił też na mistrzostwach świata w Val di Fiemme w 2003 roku, gdzie ponownie zajął 20. miejsce w sprincie stylem dowolnym.

## Osiągnięcia

### Igrzyska olimpijskie
| Miejsce | Dzień     | Rok  | Miejscowość    | Konkurencja             | Czas biegu | Strata  | Zwycięzca        |
| ------- | --------- | ---- | -------------- | ----------------------- | ---------- | ------- | ---------------- |
| 53.     | 12 lutego | 2002 | Salt Lake City | 15 km stylem klasycznym | 37:07,4    | +5:03,3 | Andrus Veerpalu  |
| 20.     | 19 lutego | 2002 | Salt Lake City | Sprint stylem dowolnym  | 2:56,9     | –       | Tor Arne Hetland |

### Mistrzostwa świata
| Miejsce | Dzień     | Rok  | Miejscowość   | Konkurencja            | Czas biegu | Strata   | Zwycięzca           |
| ------- | --------- | ---- | ------------- | ---------------------- | ---------- | -------- | ------------------- |
| 4.      | 21 lutego | 2001 | Lahti         | Sprint stylem dowolnym | 3:14,1     | ?        | Tor Arne Hetland    |
| 32.     | 25 lutego | 2001 | Lahti         | 50 km stylem dowolny   | 2:05:27,2  | +10:42,2 | Johann Mühlegg      |
| 20.     | 26 lutego | 2003 | Val di Fiemme | Sprint stylem dowolnym | 3:12,1     | –        | Thobias Fredriksson |

### Puchar Świata

#### Miejsca w klasyfikacji generalnej
- sezon 1996/1997: 46.
- sezon 1997/1998: 27.
- sezon 1998/1999: 50.
- sezon 1999/2000: 56.
- sezon 2000/2001: 49.
- sezon 2001/2002: 57.
- sezon 2002/2003: 39.
- sezon 2003/2004: 73.
- sezon 2004/2005: 101.

#### Miejsca na podium
| Nr | Dzień      | Rok  | Miejscowość            | Konkurencja            | Czas biegu | Pozycja | Strata | Zwycięzca        |
| -- | ---------- | ---- | ---------------------- | ---------------------- | ---------- | ------- | ------ | ---------------- |
| 1. | 10 grudnia | 1997 | Mediolan               | Sprint stylem dowolnym | ?          | 1.      | –      | –                |
| 2. | 27 grudnia | 1998 | Garmisch-Partenkirchen | Sprint stylem dowolnym | ?          | 3.      | ?      | Tor Arne Hetland |
| 3. | 4 lutego   | 2001 | Nové Město             | Sprint stylem dowolnym | ?          | 3.      | ?      | Morten Brørs     |